# Série de championnat de la Ligue nationale de baseball 2016

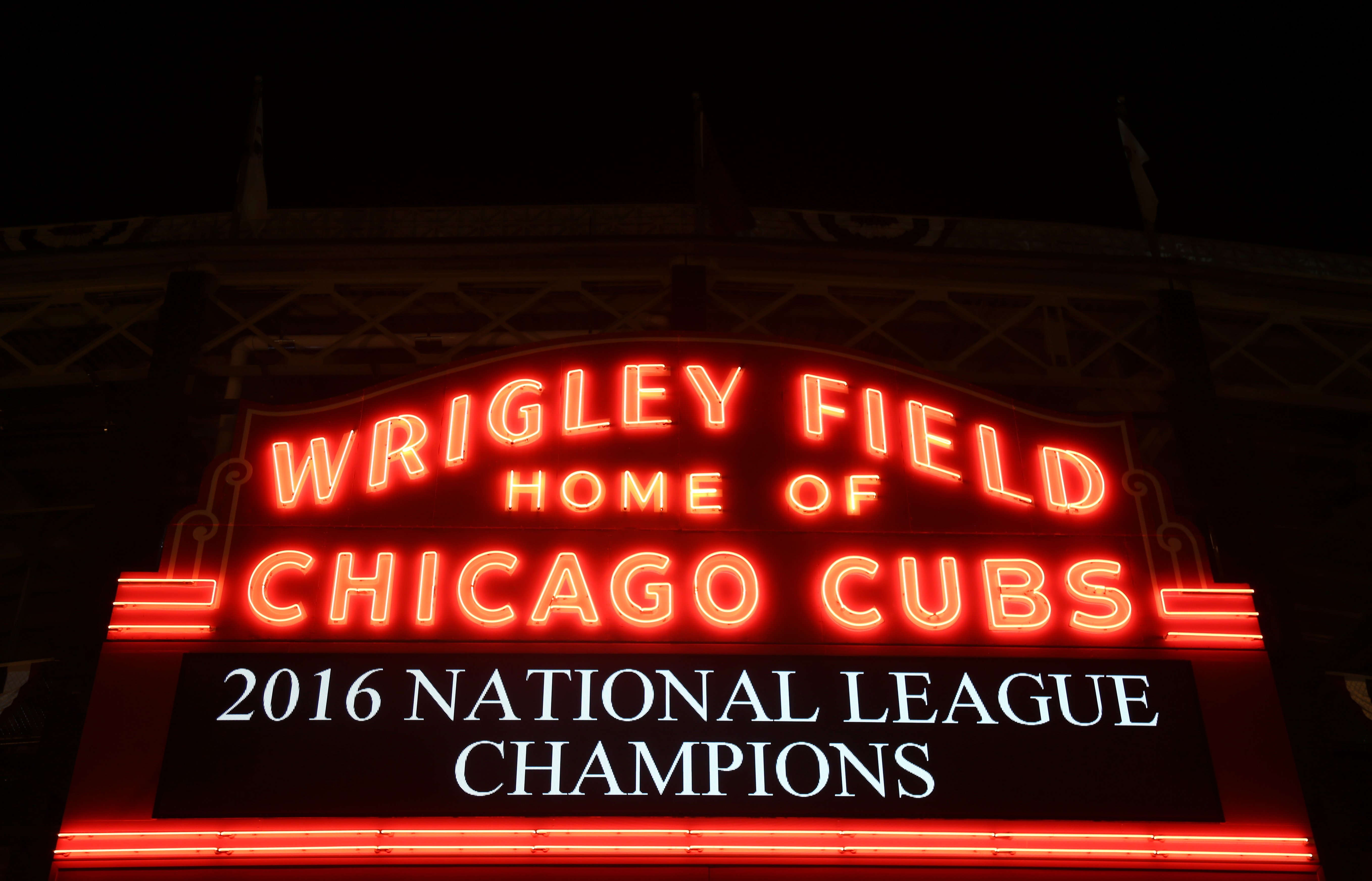
L'enseigne du Wrigley Field de Chicago annonce que les Cubs sont champions de la Ligue nationale dans la nuit du 22 au 23 octobre 2016.

La Série de championnat de la Ligue nationale de baseball 2016 est la 47e série finale de la Ligue nationale de baseball, dont l'issue détermine le représentant de cette ligue à la Série mondiale 2016, la grande finale des Ligues majeures de baseball. 
Cette série au meilleur de sept parties est jouée du samedi 15 octobre au samedi 22 octobre 2016. Les Cubs de Chicago l'emportent quatre matchs à deux sur les Dodgers de Los Angeles pour accéder à la Série mondiale 2016. Il s'agit de la première finale de la Ligue nationale remportée par les Cubs depuis 1945. Javier Báez et Jon Lester, tous deux des Cubs, se partagent le prix du joueur par excellence de la Série de championnat.

## Équipes en présence
L'identité des équipes qui s'affrontent en Série de championnat est déterminée par l'issue des Séries de divisions de la Ligue nationale, qui ont lieu quelques jours auparavant. L'avantage du terrain pour la série est accordé au club ayant présenté la meilleure fiche victoires-défaites en saison régulière 2016, celui-ci devenant l'équipe hôte pour les deux premiers matchs de la série, ainsi que les sixième et septième rencontres si elles s'avèrent nécessaires.

## Déroulement de la série

### Calendrier des rencontres
La première équipe à remporter quatre victoires est sacrée championne de la Ligue nationale et la représente en Série mondiale 2016. La tête de série, qui est le club parmi les deux participants ayant remis la meilleure fiche victoires-défaites en saison régulière, détient l'avantage du terrain et reçoit son adversaire dans les matchs #1, 2, 6 et 7.
| Match | Date       | Visiteur               | Hôte                   | Score  |
| ----- | ---------- | ---------------------- | ---------------------- | ------ |
| 1     | 15 octobre | Dodgers de Los Angeles | Cubs de Chicago        | 4 - 8  |
| 2     | 16 octobre | Dodgers de Los Angeles | Cubs de Chicago        | 1 - 0  |
| 3     | 18 octobre | Cubs de Chicago        | Dodgers de Los Angeles | 0 - 6  |
| 4     | 19 octobre | Cubs de Chicago        | Dodgers de Los Angeles | 10 - 2 |
| 5     | 20 octobre | Cubs de Chicago        | Dodgers de Los Angeles | 8 - 4  |
| 6     | 22 octobre | Dodgers de Los Angeles | Cubs de Chicago        | 0 - 5  |

### Match 1
Samedi 15 octobre 2016 au Wrigley Field, Chicago, Illinois.
| Dodgers de Los Angeles | 0 | 0 | 0 | 0 | 1 | 0 | 0 | 2 | 1 | 4 | 9 | 0 |
| Cubs de Chicago | 1 | 2 | 0 | 0 | 0 | 0 | 0 | 5 | X | 8 | 9 | 0 |
| Lanceurs partants : LAD : Kenta Maeda CHC : Jon Lester Vic. : Aroldis Chapman (1-0) Déf. : Joe Blanton (0-1) HRs : LAD : Andre Ethier (1) CHC : Miguel Montero (1), Dexter Fowler (1) |   |   |   |   |   |   |   |   |   |   |   |   |

### Match 2
Dimanche 16 octobre 2016 au Wrigley Field, Chicago, Illinois.
| Dodgers de Los Angeles | 0 | 1 | 0 | 0 | 0 | 0 | 0 | 0 | 0 | 1 | 3 | 1 |
| Cubs de Chicago | 0 | 0 | 0 | 0 | 0 | 0 | 0 | 0 | 0 | 0 | 2 | 0 |
| Lanceurs partants : LAD : Clayton Kershaw CHC : Kyle Hendricks Vic. : Clayton Kershaw Déf. : Kyle Hendricks (0-1) Sauv. : Kenley Jansen (1) HRs : LAD : Adrian Gonzalez (1) |   |   |   |   |   |   |   |   |   |   |   |   |

### Match 3
Mardi 18 octobre 2016 au Dodger Stadium, Los Angeles, Californie.
| Cubs de Chicago | 0 | 0 | 0 | 0 | 0 | 0 | 0 | 0 | 0 | 0 | 4  | 0 |
| Dodgers de Los Angeles | 0 | 0 | 1 | 2 | 0 | 1 | 0 | 2 | X | 6 | 10 | 0 |
| Lanceurs partants : CHC : Jake Arrieta LAD : Rich Hill Vic. : Rich Hill (1-0) Déf. : Jake Arrieta (0-1) HRs: LAD : Yasmani Grandal (1), Justin Turner (1) |   |   |   |   |   |   |   |   |   |   |    |   |

### Match 4
Mercredi 19 octobre 2016 au Dodger Stadium, Los Angeles, Californie.
| Cubs de Chicago | 0 | 0 | 0 | 4 | 1 | 5 | 0 | 0 | 0 | 10 | 13 | 2 |
| Dodgers de Los Angeles | 0 | 0 | 0 | 0 | 2 | 0 | 0 | 0 | 0 | 2  | 6  | 4 |
| Lanceurs partants : CHC : John Lackey LAD : Julio Urías Vic. : Mike Montgomery (1-0) Déf. : Julio Urías (0-1) HRs : CHC : Addison Russell (1), Anthony Rizzo (1) |   |   |   |   |   |   |   |   |   |    |    |   |

### Match 5
Jeudi 20 octobre 2016 au Dodger Stadium, Los Angeles, Californie.

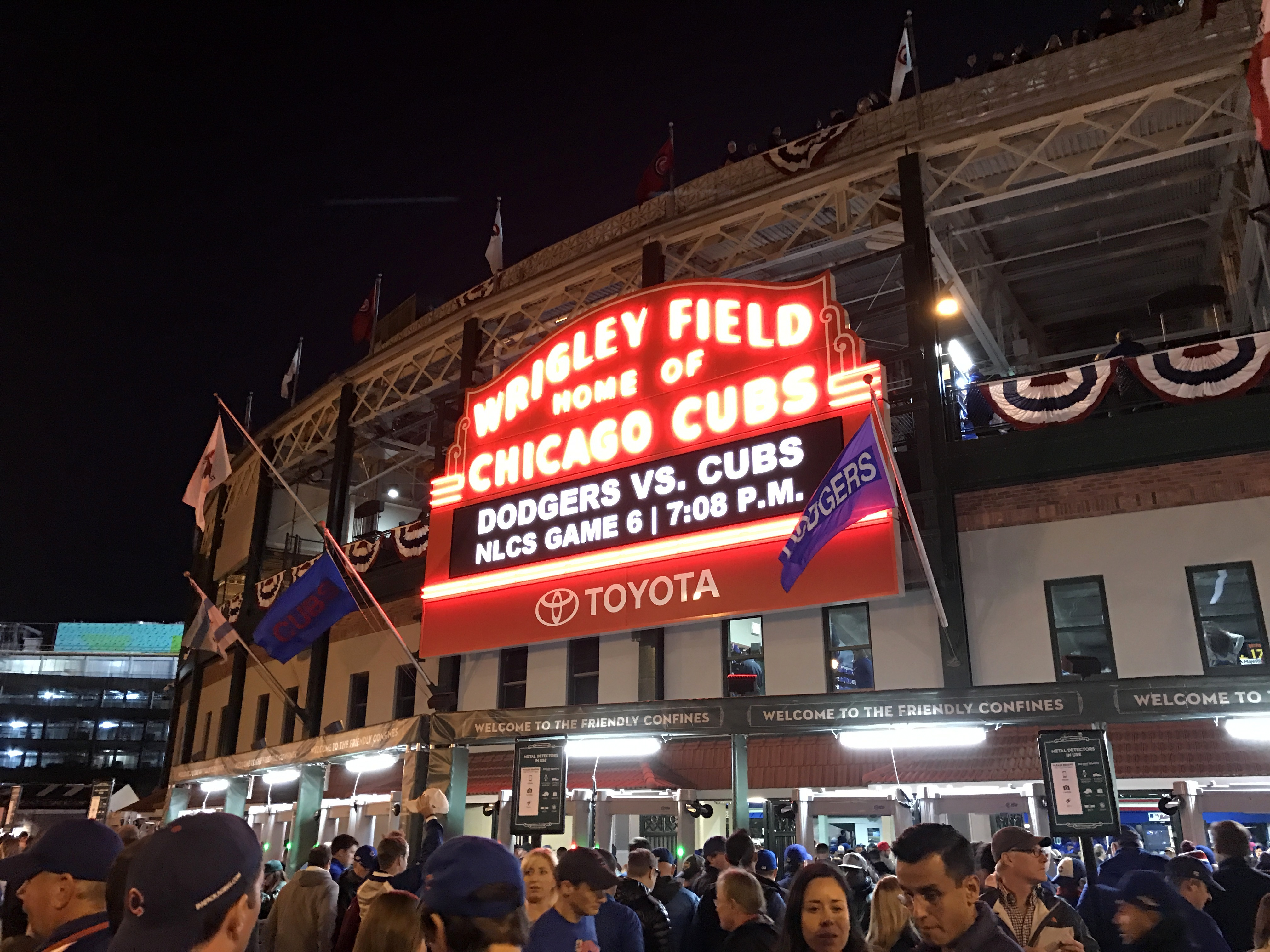
Devant le Wrigley Field de Chicago le 22 octobre 2016 avant le 6e match de la Série de championnat.

| Cubs de Chicago | 1 | 0 | 0 | 0 | 0 | 2 | 0 | 5 | 0 | 8 | 13 | 0 |
| Dodgers de Los Angeles | 0 | 0 | 0 | 1 | 0 | 0 | 0 | 1 | 2 | 4 | 9  | 1 |
| Lanceurs partants : CHC : Jon Lester LAD : Kenta Maeda Vic. : Jon Lester (1-0) Déf. : Joe Blanton (0-2) HRs : CHC : Addison Russell (2) |   |   |   |   |   |   |   |   |   |   |    |   |

### Match 6
Samedi 22 octobre 2016 au Wrigley Field, Chicago, Illinois.
| Dodgers de Los Angeles | 0 | 0 | 0 | 0 | 0 | 0 | 0 | 0 | 0 | 0 | 2 | 1 |
| Cubs de Chicago | 2 | 1 | 0 | 1 | 1 | 0 | 0 | 0 | X | 5 | 7 | 1 |
| Lanceurs partants : LAD : Clayton Kershaw CHC : Kyle Hendricks Vic. : Kyle Hendricks (1-1) Déf. : Clayton Kershaw (1-1) HRs: CHC : Willson Contreras (1), Anthony Rizzo (2) |   |   |   |   |   |   |   |   |   |   |   |   |